# Joachim Bloch
Joachim Ralf Josef Bloch (* 2. August 1963 in Möhringen an der Donau) ist ein deutscher Politiker (zunächst SPD, heute AfD). Seit 2025 gehört er dem Deutschen Bundestag an.

## Leben
Bloch ist selbstständiger Rechtsanwalt im Tuttlinger Teilort Möhringen. Für die SPD kandidierte er seit 2009 und 2014 erfolgreich für den Möhringer Ortschaftsrat, der unter Herwig Klingenstein (SPD) eine rot-grüne Mehrheit hatte, die Bloch auch stützte. Schon als SPD-Ortschaftsrat fiel er durch rechtspopulistische Äußerungen auf.
2019 trat Bloch aus der SPD aus und in die AfD ein. 2022 trat Bloch  als Oberbürgermeisterkandidat in Rottweil an, wo er im entscheidenden zweiten Wahlgang auf 2,6 % der Stimmen kam und so gegen Christian Ruf (CDU) unterlag, der auf 50,1 % der Stimmen kam. 2024 kandidierte er auf der AfD-Liste für den Kreistag Tuttlingen. Nach seiner Wahl wurde er Fraktionsvorsitzender der AfD-Fraktion.

### Deutscher Bundestag
Zur Bundestagswahl 2025 kandidierte er im Bundestagswahlkreis Rottweil – Tuttlingen für den Deutschen Bundestag und zog über Landeslistenplatz 13 der AfD Baden-Württemberg in den Bundestag ein. Überregional fiel Bloch damit auf, dass er mit 27,5 % das beste AfD-Erststimmenergebnis in Westdeutschland erzielte. Das Direktmandat ging mit 38,9 % erneut an Maria-Lena Weiss (CDU).
Im 21. Deutschen Bundestag ist Bloch Mitglied in folgenden Ausschüssen:
- Ordentliches Mitglied im Ausschuss für Gesundheit
- Stellvertretendes Mitglied im Ausschuss für Wahlprüfung, Immunität und Geschäftsordnung